# Finländska arméns struktur
Finländska arméns struktur
Den militära strukturen indelas i: 
| Symbol | Namn (armén)                          | Manskapsstyrka | De militära enheternas antal       | Ledare (den vanligaste militärgraden) |
| ------ | ------------------------------------- | -------------- | ---------------------------------- | ------------------------------------- |
| XXXXXX | krigsskådeplats                       | många          | 2+ armégrupper                     | general eller fältmarskalk            |
| XXXXX  | armégrupp                             | många          | 2+ arméer                          | general eller fältmarskalk            |
| XXXX   | armé                                  | många          | 2+ armékårer                       | general eller fältmarskalk            |
| XXX    | armékår                               | 30 000+        | 2+ divisioner                      | generallöjtnant                       |
| XX     | division                              | 10 000–20 000  | 2-4 brigader                       | generalmajor                          |
| X      | brigad                                | 2 000–5 000    | 2+ regementen eller 3–6 bataljoner | brigadgeneral                         |
| III    | regemente                             | 2 000–3 000    | 3–4 bataljoner                     | överste                               |
| II     | bataljon eller artilleriregemente     | 300–1 000      | 2-6 kompanier                      | överstelöjtnant                       |
| I      | kompani eller batteri (militär enhet) | 100–300        | 3-6 plutoner                       | kapten eller major                    |
| •••    | pluton eller sektion                  | 30–40          | 2+ grupper                         | löjtnant eller fänrik                 |
| ••     | grupp                                 | 4–12           | -                                  | underofficer                          |
| •      | patrull                               | 3–5            | -                                  | underofficer eller korpral            |